# Acheron Fossae
Acheron Fossae est une dépression présente à la surface de Mars, dans le quadrangle de Diacria. Cette région présente des traces d'une ancienne activité tectonique.